# Варнукрогс
Варнукрогс (латыш. Vārnukrogs, Vārnu krogs) — район города Юрмала на правом берегу реки Лиелупе.

## Название
Название происходит от Vārnu krogs, что в переводе на русский язык означает Воронья корчма, которая была построена около старой грунтовой дороги из Риги в Курземе. Эта дорога в средние века проходила через реку Булльупе и далее вдоль края Рижского залива в Тукумс.

## История

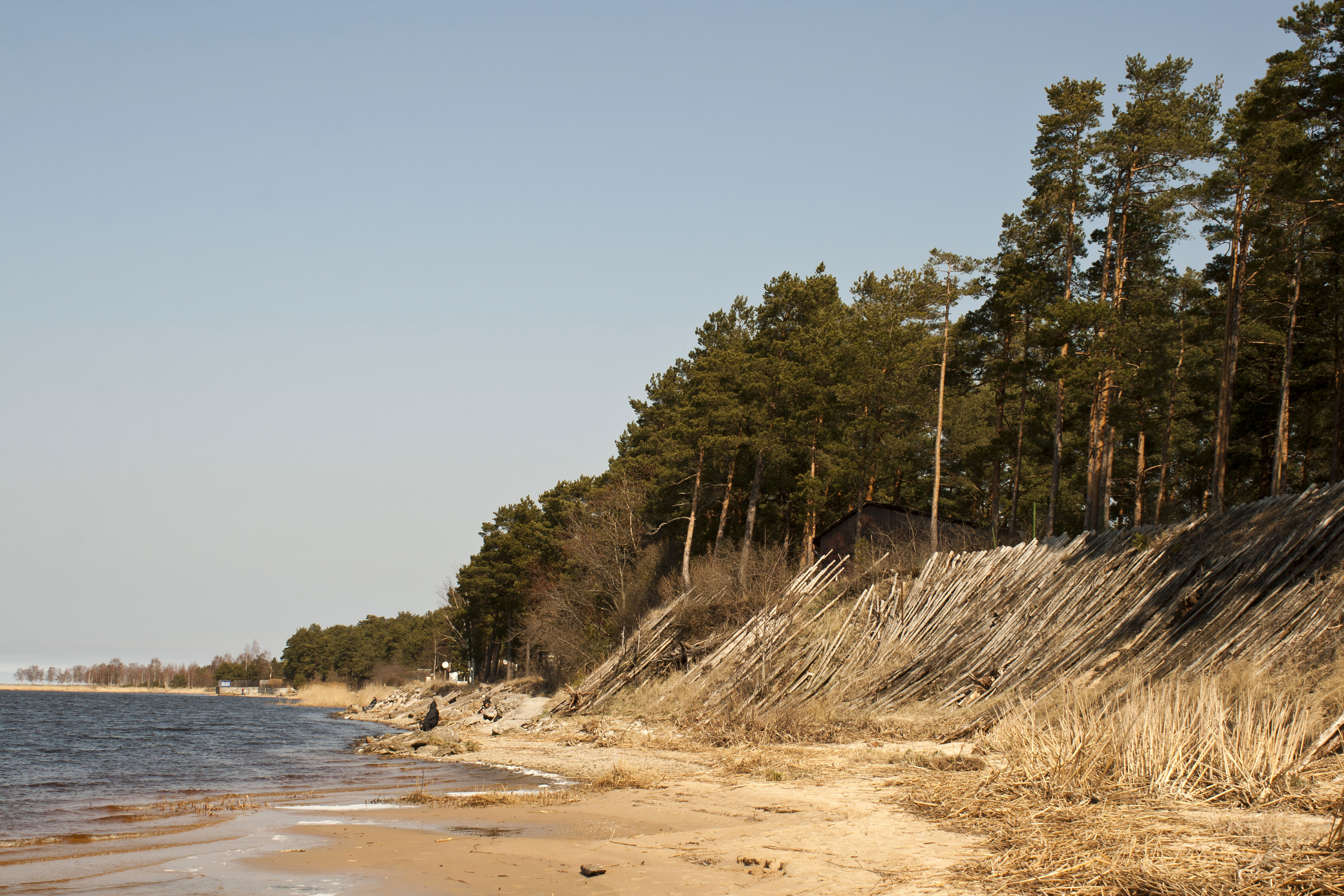
Белая дюна в Варнукрогсе

До 1454 года земляной перешеек между заливом и рекой Булльупе принадлежал Рижскому патримониальному округу, но затем его занял Ливонский орден. В 1495 году магистр Ливонского ордена Вальтер фон Плеттенберг отдал феод левого участка Лиелупе-Булльупе Лиелупскому паромщику Янису Билдрингаму (Büldring).
С 1692 года Булльский плот был определён как единственная переправа через Лиелупе на грунтовой дороге из Риги в Курземе. В 1755 году река Лиелупе вырвалась в море на месте нынешнего устья, и пришлось создавать заново переправу в устье Лиелупе из Варнукрогса на плот усадьбы Буллю, который до 1783 года служил путешественникам как пограничный переход из Лифляндии в Курляндское герцогство.
В 1949 году Варнукрогс вместе с Приедайне присоединили Юрмальскому району, который на тот момент входил в состав Риги, а с 1959 года он находится в составе города Юрмала.